# Порше тајкан
Порше тајкан електрични је спортски аутомобил који производи немачки произвођач аутомобила Порше од 2019. године.

## Историјат
Тајкан је први Поршеов серијски производни електрични аутомобил. Први пут је представљен као концептно возило на сајму аутомобила у Франкфурту 2015. године под називом Mission E. У производном облику представљен је такође на сајму у Франкфурту септембра 2019. године. Производи се у Поршеовој фабрици у Цуфенхаузену, у Штутгарту. У питању је нова фабрика која је грађена четири године, а називају је „фабрика будућности” јер нема негативне утицаје на околину. Користе се обновљиви извори енергије, а све покреће струја, чак и логистичка возила. Прави се уз помоћ изузетно напредних и прецизних робота под надзором високо стручног особља.
У избору за Светски аутомобил године за 2020. годину, однео је победу у две категорије, за спортски и за луксузни аутомобил године. Исте године осваја треће место у избору за Европски аутомобил године.

### Опрема
Иако се ради о електричном аутомобилу, дизајниран је на карактеристичан Поршеов начин. Стилски детаљи на предњем, а нарочито на задњем делу возила дају му препознатљив печат компаније из Штутгарта. Поседује чак четири дигитална дисплеја, укључујући закривљени екран за возача од 16,8 инча који је подесив. Два дисплеја се налазе на централној конзоли и још један испред сувозача. Спољашњи изглед је снажно инспирисан концептом Mission E, где задржава већину дизајнерских елемената присутних у концепту. Дизајнерске карактеристике укључују стражњи спојлер који се увлачи, као и ручке на вратима које се такође увлаче у каросерију. Спреда су лед дневна светла распоређена у четири тачке. Са стражње стране, аутомобил има кратки поклопац пртљажника у којем се налази светлосни појас пуне ширине који служи као задња стоп-светла. Поред задњег пртљажног простора, тајкан подесује и пртљажни простор напред испод поклопца мотора и има запремину од 100 литара. У понуди постоје четири пакета опреме: 4S, 4S Performance Battery Plus, Turbo и Turbo S.
На европским тестовима судара 2019. године, тајкан је добио максималних пет звездица за безбедност.

## Мотори
Тајкан користи електрични погонски склоп који се састоји од синхроног мотора са трајним магнетима на свакој осовини, чиме аутомобил има изглед погона на све точкове. На предњу страну снага се точковима шаље путем једностепеног мењача, док на задњу страну снага се шаље на точкове преко двостепеног мењача и ограниченог клизног диференцијала. Мењач има кратак планетарни први степен преноса који пружа максималне перформансе убрзања, а други степен, са дужим преносом, пружа максималну брзину и ефикасност.
Тајкан 4S је доступан у стандардној верзији са 390 kW (то јест са 530 KS) и литијум-јонском батеријом капацитета 79,2 kWh, као и у опционој верзији са 420 kW/571 KS и батеријама од 93,4 kWh. Овај модел од 0 до 100 убрзава за четири секунда, а максимална брзина му је 250 km/h. Верзија са 530 КС има аутономију од 407 км, а друга са 571 КС може да пређе 463 км по WLTP нормама. Снажније верзије Turbo и Turbo S имају исту снагу 625 КС. Међутим, разлике настају захваљујући „overboost” функцији која моделу Turbo омогућава да повремено располаже са 680 КС, а верзија Turbo S са чак 760 КС. Убрзање до стотке код Turba износи 3,2 секунде, а код Turbo S за 2,8 секунди. Максимална брзина оба аутомобила износи 260 km/h. За складиштење електричне енергије користе литијум-јонске батерије од 93,4 kWh. Радијус кретања са пуним батеријама им је 450 км за Turbo и 412 км за Turbo S према WLTP стандарду. У компанији истичу да се до 80 одсто капацитета батерија на брзом пуњачу може напунити за само 22,5 минита, то важи за све верзије. Коефицијент отпора ваздуха код тајкана износи свега 0,22, што је од великог значаја за смањење потрошње електричне енергије и повећања аутономије у вожњи.
| Модел           | Година | Батерија | Снага           | Обртни момент | Тежина (DIN) | 0–100 km/h | Мак.брзина | Домет (према WLTP) |
| --------------- | ------ | -------- | --------------- | ------------- | ------------ | ---------- | ---------- | ------------------ |
| Тајкан 4S       | 2020–  | 79,2 kWh | 390 kW / 530 КС | 640 Nm        | 2140 kg      | 4,0 сек.   | 250 km/h   | 333–407 km         |
| Тајкан 4S (PBP) | 2020–  | 93,4 kWh | 420 kW / 571 КС | 650 Nm        | 2220 kg      | 4,0 сек.   | 250 km/h   | 386–463 km         |
| Тајкан Turbo    | 2020–  | 93,4 kWh | 500 kW / 680 КС | 850 Nm        | 2305 kg      | 3,2 сек.   | 260 km/h   | 381–450 km         |
| Тајкан Turbo S  | 2020–  | 93,4 kWh | 560 kW / 761 КС | 1050 Nm       | 2295 kg      | 2,8 сек.   | 260 km/h   | 388–412 km         |

## Галерија
- Задњи део
- Унутрашњост